# Grand Prix automobile de Sonoma
 (février 2016).
Si vous disposez d'ouvrages ou d'articles de référence ou si vous connaissez des sites web de qualité traitant du thème abordé ici, merci de compléter l'article en donnant les références utiles à sa vérifiabilité et en les liant à la section « Notes et références ».
Le Grand Prix automobile de Sonoma (GoPro Grand Prix of Sonoma) est une épreuve de course automobile disputée sur le Sonoma Raceway (Sonoma, Californie) dans le cadre du Championnat IndyCar depuis 1970 et de l'American Le Mans Series entre 1999 et 2005.

## Palmarès
| Année     | Vainqueur         | Voiture           | Résultats |
| --------- | ----------------- | ----------------- | --------- |
| 1970      | Dan Gurney        | Eagle-Ford        | Résultats |
| 1971-2004 | Non couru         | Non couru         | Non couru |
| 2005      | Tony Kanaan       | Dallara-Honda     | Résultats |
| 2006      | Marco Andretti    | Dallara-Honda     | Résultats |
| 2007      | Scott Dixon       | Dallara-Honda     | Résultats |
| 2008      | Hélio Castroneves | Dallara-Honda     | Résultats |
| 2009      | Dario Franchitti  | Dallara-Honda     | Résultats |
| 2010      | Will Power        | Dallara-Honda     | Résultats |
| 2011      | Will Power        | Dallara-Honda     | Résultats |
| 2012      | Ryan Briscoe      | Dallara-Chevrolet | Résultats |
| 2013      | Will Power        | Dallara-Chevrolet | Résultats |
| 2014      | Scott Dixon       | Dallara-Chevrolet | Résultats |
| 2015      | Scott Dixon       | Dallara-Chevrolet | Résultats |
| 2016      | Simon Pagenaud    | Dallara-Chevrolet | Résultats |
| 2017      | Simon Pagenaud    | Dallara-Chevrolet | Résultats |
| 2018      | Ryan Hunter-Reay  | Dallara-Honda     | Résultats |